# 掛川村
掛川村（かけがわむら）は、愛知県東春日井郡にかつてあった村である。
現在の瀬戸市北部（下半田川町、定光寺町など）に該当する。
村名は、前身となった村の名から一文字ずつとった合成地名である。

## 歴史
- 1889年（明治22年）10月1日 - 沓掛村、下半田川村が合併し、掛川村が発足。
- 1906年（明治39年）7月16日 - 上品野村、下品野村と合併し、品野村が発足。同日掛川村は廃止。

## 神社・仏閣
- 定光寺